# Jo Schlesser
Jo Schlesser, francoski dirkač Formule 1, * 18. maj 1928, Madagaskar, † 7. julij 1968, Rouen-Les-Essarts, Francija.
Jo Schlesser je pokojni francoski dirkač Formule 1. Debitiral je v sezoni 1966, ko je z dirkalnikom Formule 2 nastopil na Veliki nagradi Nemčije in dosegel enajsto mesto. Drugič je nastopil v naslednji sezoni 1967 ponovno na Veliki nagradi Nemčije in ponovno z dirkalnikom Formule 2, tokrat pa je na dirki odstopil. Prvo pravo priložnost je dobil na domači dirki za Veliko nagrado Francije v sezoni 1968, ko pa se je smrtno ponesrečil. V drugem krogu dirke ga je odneslo v ovinku Six Frères in z bokom dirkalnika je treščil v ogrado. Dirkalnik, ki je bil še poln goriva in je vseboval dele iz magnezija se je tako močno vnel, da Jo Schlesser ni imel možnosti za preživetje. Zaradi te nesreče se je Honda po koncu sezone umaknila iz Formule 1.

## Popoln pregled rezultatov Formule 1
(legenda) (odebeljene dirke pomenijo najboljši štartni položaj, poševne pa najhitrejši krog, †-uvrščen kljub odstopu)
| Leto | Moštvo             | Šasija         | Motor               | 1   | 2   | 3   | 4   | 5   | 6       | 7       | 8   | 9   | 10  | 11  | 12  | Prv | Toč |
| ---- | ------------------ | -------------- | ------------------- | --- | --- | --- | --- | --- | ------- | ------- | --- | --- | --- | --- | --- | --- | --- |
| 1966 | Matra Sports       | Matra MS5 (F2) | Cosworth Straight-4 | MON | BEL | FRA | VB  | NIZ | NEM 10  | ITA     | ZDA | MEH |     |     |     | -   | 0   |
| 1967 | Ecurie Ford-France | Matra MS5 (F2) | Cosworth Straight-4 | JAR | MON | NIZ | BEL | FRA | VB      | NEM Ret | KAN | ITA | ZDA | MEH |     | -   | 0   |
| 1968 | Honda Racing       | Honda RA302    | Honda V8            | JAR | ŠPA | MON | BEL | NIZ | FRA Ret | VB      | NEM | ITA | KAN | ZDA | MEH | -   | 0   |